# Katalog parova
Katalog parova (eng. Catalog of Pairs) je astronomski katalog izoliranih parova galaktika na sjevernoj polutci (eng. Catalog of isolated pairs of galaxies in the northern hemisphere) (KCPG, Karachentsev, Catalog of Pairs of G). Kratice su KPG (Karachentsev, Pairs of G)= (CP) = (CPG) = (K) = K72 = (Kara) = (Karachentsev). G označuje galaktiku u paru galaktika (G in Pair - SIMBAD class: GinPair = Galaxy in Pair of Galaxies, GiP)

## Vanjske poveznice
- [neaktivna poveznica] CDS bibliographic service - 972SoSAO...7....1K - Soobshch. Spets. Astrof. Obs., 7, 1-92 (1972) - 01.01.86 26.11.01, Karachentsev I.D.
- [neaktivna poveznica] Igor D. Karachentsev
- Astronomy and Astrophysics Supplement Series Volume 141, Number 3, February I 2000, pages 469-490W.K. Huchtmeier - I.D. Karachentsev - V.E. Karachentseva - M. Ehle: HI observations of nearby galaxies